# Иконная доска

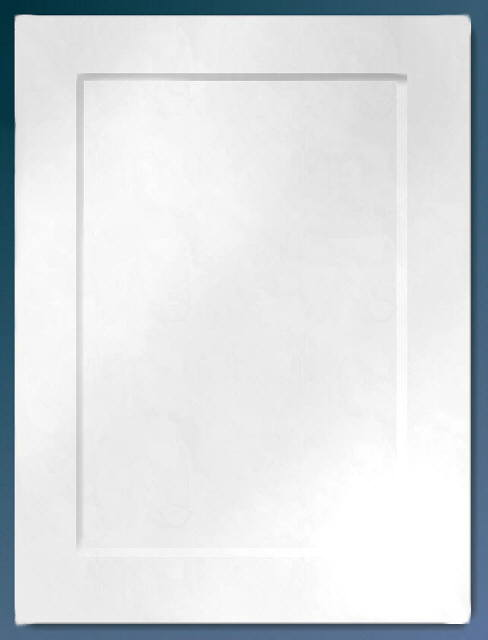
Залевкашенная иконная доска

Доска́ ико́нная, цка, дска — традиционная основа под темперную живопись в иконном писании должна была отвечать требованиям, по которым квалифицировался труд иконописца. Доской для иконы служит с древности: липа, берёза, сосна, ель, сибирский кедр, лиственница, дуб или клён. Из дорогих пород считалась привозная доска, изготовляемая из кипариса. Доски, как правило, тесались из плахи топором, обстругивались теслом. Продольную распилку брёвен пилой в России начали, вероятно, с XVII века. Так что вырубленный при помощи топора, более качественный опыт по сравнению с пилой, оставался позади.
След инструмента, оставленного при обработки доски, является своеобразной метрикой при датировке произведения. Однако, опытный реставратор знает, что при поздних поновлениях старинных икон тыльные стороны могли неоднократно подвергаться перетёсыванию, поэтому судить о первоначальном следе древнего мастера, можно только по лицевой стороне по утратам левкаса.
Для небольших икон использовались одиночные доски. Крупноразмерные иконы писались на щитах, собираемых из нескольких досок. С оборотной стороны, параллельно торцам, доска укреплялась шпонками или клинами (разновидности клинов: ласточкин хвост — древние, сквозные — более поздние), давая возможность двигаться последним в глубину по усеченной стороне, чтобы предохранить доску от возможных короблений. С центральной части доски обычно выбирали углубление, называемое ковчегом. Перед нанесением левкаса под живопись клеили паволоку, серпянку, рогожку или холстину, предварительно держа её в теплой воде для размягчения. Задачей паволоки служила предохранение доски от возможного растрескивания в будущем, обеспечиваемом влагой или перепадом температур, так же вызванных свечами. Наконец на доску наносили упомянутый левкас, ожидающий графьи, золочения и живопись. Боковые и торцевые поверхности иконной доски могли именоваться бортом или хребтом.
Чаще всего заготовкой досок для икон занимается специальный мастер — дощанник, нанесением грунта — левкасчик, к иконописцу доска поступает уже в подготовленном виде.
Известны также иконы, написанные на загрунтованном с двух сторон холсте — «холстяных цках» или в искусствоведческом именовании «таблетках».
Доска может подвергаться набуханию, короблению, гнили и повреждению жуками-точильщиками.
В западноевропейской средневековой живописи подготовка досок была также самостоятельным ремеслом, так, члены Антверпенской гильдии на оборотной стороне своих картин выжигали клеймо, которое свидетельствовало о том, что доска является безупречной, а производство деревянных досок для живописи в средневековой Фландрии составляло монополию государства, живописцам запрещалось пользоваться досками, изготовленными в частных мастерских.